# Wiżajny
Wiżajny, (Lituano: Vižainio valsčius) è un comune rurale polacco del distretto di Suwałki, nel voivodato della Podlachia.
Fa parte del comune anche la frazione di Okliny.
Ricopre una superficie di 122,59 km² e nel 2004 contava 2 724 abitanti.